# Upper West Side
Upper West Side este un cartier din Manhattan, New York City, care se întinde între Central Park și Râul Hudson, precum și între Vest 59th Street și Vest 125th Street. Aceasta cuprinde cartierul Morningside Heights.
La fel ca Upper East Side, Upper West Side este un cartier de lux, în prinicipal rezidențial, cu mulți dintre locuitori lucrând în zone mai comerciale ca Midtown sau Lower Manhattan. Deși acestea nu sunt reguli, cei care locuiesc aici lucrează marea majoritatea în domeniul cultural și artistic, în timp ce cei din Upper East Side lucrează în domeniul comercial. Venitul mediu per gospodărie este peste media Manhattanului.